# جورج بيرجيس
جورج بيرجيس (مواليد 1868) هو مبارز بالسيف فرنسي، مثّل بلاده في الألعاب الأولمبية الصيفية 1900.

## روابط رياضية
جورج بيرجيس على موقع أوليمبيديا (الإنجليزية)